# Gaetano Benedetti

Gaetano Benedetti

Gaetano Benedetti (Catania, 7 luglio 1920 – Basilea, 2 dicembre 2013) è stato uno psichiatra, psicoterapeuta e psicoanalista italiano.

## Biografia
Era il primo dei tre figli di Umberto Benedetti, uno dei principali chirurghi del capoluogo etneo, primario dell'ospedale "Santa Marta" e proprietario di una clinica privata (suoi fratelli minori furono Calogero, poi progettista di opere in cemento armato, ed Eugenio, imprenditore). Si laureò in Medicina e Chirurgia all’Università degli Studi di Catania, divenendo assistente alla clinica universitaria di malattie nervose e mentali. Nel 1947 si trasferì in Svizzera, per specializzandosi in Psichiatria presso la celebre Clinica Burghölzli di Zurigo, guidata da Manfred Bleuler. In questo contesto, proseguì la formazione psichiatrica e psicoterapeutica incontrando e lavorando accanto a Medard Boss, Ludwig Binswanger, Marguerite Sechehaye, Christian Müller, Carl Gustav Jung. Contemporaneamente, proseguì la formazione in Psicoanalisi prima con Rudolf Brun e successivamente con Gustav Bally.
Docente di Igiene mentale all'Università di Basilea dal 1956 al 1985 e direttore del servizio di Psicoterapia del dipartimento psichiatrico, ha lavorato per quasi cinquant’anni come psicoterapeuta, psicoanalista e supervisore. L’interesse per la psicoanalisi e per la psicoterapia delle psicosi lo vide impegnato in numerose attività di docenza anche in Italia, dove a partire dalla metà degli anni sessanta viene spesso chiamato come docente e supervisore.
Nel 1956 insieme a Christian Müller creò l'International Symposium for the Psychotherapy of Schizophrenia (ISPS), e nel 1987, con Johannes Cremerius, fondò l'International Society for Psychological and Social Approach to Psychosis, e l'Associazione Studi Psicoanalitici presso l'Istituto di Psicoanalisi di Milano.
Unitamente alla pratica psicoanalitica classica, Benedetti si è dedicato allo studio e alla psicoterapia delle psicosi. Influenzato dalla psicoanalisi freudiana, dalle correnti fenomenologiche e dalla filosofia esistenziale, ha interpretato l’esperienza psicotica principalmente come una profonda lacerazione del senso di sé nell'incontro con l’altro. Anche il delirio e l’allucinazione, lungi dall’essere una semplice bizzarria da eliminare, sono visti come aspetti enigmatici ma significativi dell’identità personale che l’incontro psicoterapeutico interpella. In questo senso, Benedetti vedeva nella psicoterapia una sfida esistenziale (tra paziente e analista) volta a dare voce e senso ai drammi della non-esistenza dell’esperienza psicotica.
Agli inizi degli anni sessanta Benedetti, insieme a Pier Francesco Galli, promosse un’importante azione di aggiornamento culturale, preoccupandosi di introdurre negli ambienti specialistici italiani le conoscenze psicoanalitiche con l'azione editoriale Feltrinelli "Biblioteca di Psichiatria e Psicologia clinica". In quel periodo, si registrava un ritardo culturale significativo rispetto agli studi psicoanalitici internazionali: per dare un’idea dell’arretratezza, basti ricordare come il progetto di tradurre l’opera omnia di Sigmund Freud poté essere avviato soltanto nel 1966 per concludersi solo nel 1980 grazie all’imponente lavoro di Cesare Musatti. In tutto questo lasso di tempo, tuttavia, in ambito internazionale il pensiero psicoanalitico aveva continuato a svilupparsi, proponendo ulteriori modelli, prospettive e paradigmi. Fu grazie all’iniziativa di Pier Francesco Galli e alla partecipazione di Gaetano Benedetti che molte opere di psicoanalisi successive a Freud poterono essere introdotte in Italia, contribuendo così a colmare le lacune e l’arretratezza cui la psicoanalisi italiana rischiava di essere esposta sul piano clinico e socio-culturale.

## Opere principali
- Neuropsicologia (1969)
- Paziente e analista nella terapia delle psicosi (1979)
- Alienazione e personazione nella psicoterapia della malattia mentale (1980)
- Psicoterapia e Psicodinamica della schizofrenia paranoide (1982)
- Paziente e terapeuta nell’esperienza psicotica (1991)
- Sogno, inconscio, psicosi (1995)
- La psicoterapia come sfida esistenziale (1997)